# Windows on Windows
Windows on Windows, allgemein bekannt als WOW oder WoW, ist ein Subsystem von Windows NT, welches das Ausführen von 16-Bit-Programmen für Windows 3.x und älter auf 32-Bit-Windows-Systemen erlaubt.
Auf der 64-Bit-x86-Architektur „x64“ ist Windows on Windows für Win16-Anwendungen nicht mehr verfügbar. Stattdessen wurde es durch WoW64 ersetzt, das 32-Bit-Anwendungen unter einer 64-Bit-Version von Windows ausführbar macht.